# 1980 год в компьютерных играх

## Выпуски игр
- В декабре Nintendo выпускает аркадную игру Radar Scope.
- Namco выпускает Navalone, Kaitei Takara Sagashi, SOS, King and Balloon (первая игра с использованием синтезированного голоса), Tank Battalion и Rally-X (первая игра с призовым раундом).
- Игра Rogue, написанная Michael Toy, Glenn Wichman и Ken Arnold, открыла жанр roguelike-игр.
- Nintendo выпускает первые портативные игры на ЖК-экране — серию Game & Watch Гумпея Ёкои.
- Stern Electronics выпускает аркадную игру Berzerk.
- Atari, принадлежащая Warner Communications, выпускает аркады Missile Command и Battlezone.
- Williams Electronics выпускает аркадную игру Defender.
- Atari также выпускает аркады Centipede и Warlords, а также цветную векторную игру Tempest.
- Universal выпускает аркадную игру Space Panic, которую часто называют первым платформером.
- Edu-Ware выпускает игру The Prisoner, ставшую классикой на платформе Apple II.
- Infocom выпускает свою первую игру и первую игру в серии Zork — Zork I.
- Strategic Simulations, Inc. выпускает Computer Bismarck, один из первых коммерчески успешных варгеймов.

## Игровые автоматы
- 22 мая в Японии Namco выпускает игровой автомат PUCK MAN, который в октябре появится в США под именем Pac-Man[1].

## Индустрия
- Новые компании: Mindscape Inc., Sierra On-Line.

## Технологии
- Mattel выпускает игровую приставку Intellivision.
- Sinclair Research выпускает домашний компьютер ZX80 — первый компьютер, доступный в Великобритании по цене ниже 100 фунтов (если не принимать в расчёт одноплатный компьютер Microcomputer Kit 14).
- Acorn Computers выпускает домашний компьютер Acorn Atom (120 фунтов в виде набора для сборки).

- Intellivision
- Sinclair ZX80
- Acorn Atom